# Germano (patrizio bizantino)
Germano (fl. VI-VII secolo) è stato un politico bizantino, vissuto a cavallo tra il VI e il VII secolo.

## Biografia
Era un influente membro del senato sotto il regno di Maurizio. Nel novembre 601 sua figlia sposò Teodosio, il figlio dell'Imperatore; e nel febbraio del 602 salvò Teodosio da una folla inferocita per la mancanza di cibo. Nel tardo 602, mentre cacciava con il genero Teodosio a Callicrateia (nelle vicinanze di Costantinopoli), ricevette una lettera dai soldati in Tracia che si erano ribellati all'Imperatore in cui i ribelli chiedevano la deposizione di Maurizio e la sua sostituzione con Teodosio o con Germano stesso. In seguito a questa lettera Germano venne convocato dall'Imperatore che lo accusò di complottare contro di lui, in parte per la lettera, in parte perché i ribelli avevano rubato tutti i cavalli nei sobborghi di Costantinopoli tranne quelli di Germano. Maurizio non credette all'innocenza di Germano e Germano, avvertito da Teodosio, scappò rifugiandosi nella Chiesa di Santa Sofia.
Alla fine di novembre, dopo la fuga di Maurizio, Germano cominciò a aspirare al trono e chiese supporto alla fazione dei Verdi, ma i Verdi rifiutarono; di conseguenza Germano si schierò dalla parte del capo dei ribelli Foca. A un certo punto Foca, dopo aver deposto Maurizio, offrì la Corona a Germano ma egli rifiutò; di fronte al rifiuto di Germano, Foca si autoproclamò imperatore. In seguito si diffuse la voce che Germano avesse salvato la vita a Teodosio, corrompendo il boia che lo doveva giustiziare, ma Teofilatto smentisce questa notizia. Poco dopo l'ascesa al potere di Foca Germano divenne un ecclesiastico; secondo Teofane, questo accadde in seguito a un suo tentativo di impadronirsi del trono; dopo essere stato scoperto, venne costretto a farsi prete e venne condannato agli arresti domiciliari. Scriveva segretamente alla vedova di Maurizio, Costantina, tramite Petronia, che li tradì; venne giustiziato insieme a sua figlia nell'Isola di Proti nel 605 o nel 607.